# Richard Wakefield Goodbody
Sir Richard Wakefield Goodbody, britanski general, * 1903, † 1981.